# كلية ميدلبوري
كلية ميدلبوري (بالإنجليزية: Middlebury College)‏ هي جامعة خاصة تقع في ميدلبوري، فيرمونت بالولايات المتحدة تأسست عام 1800.

## أساتذة بارزون
- مايكل كوبرسون: أستاذ اللغة العربية.